# Wasastjernahuset
Wasastjernahuset (även Falanderska huset) är en byggnad i Gamla Vasa i Vasa stad. Byggnaden uppfördes år 1780−1781 och är tillsammans med gamla hovrätten en av två byggnader som finns kvar i restaurerad form efter Vasa stadsbrand år 1852. Här verkar sedan år 1952 Gamla Vasa museum, en del av Österbottens museum.